# 687
El 687 (DCLXXXVII) fou un any comú començat en dimarts del calendari julià.

## Esdeveniments
- 15 de desembre - Roma: és nomenat Papa de Roma Sergi I.

## Necrològiques
- 21 de setembre, Roma (Exarcat de Ravenna): Conó I, papa de Roma.
- 15 de novembre, Ervigi, rei visigot.